# Glypta resinanae
Glypta resinanae är en stekelart som beskrevs av Hartig 1838. Glypta resinanae ingår i släktet Glypta och familjen brokparasitsteklar. Arten är reproducerande i Sverige. Inga underarter finns listade i Catalogue of Life.